# Páez (paroisse civile)
Pour les articles homonymes, voir Páez.
Páez est l'une des quatre paroisses civiles de la municipalité de Pedraza dans l'État de Barinas au Venezuela. Sa capitale est San Rafael de Canaguá. En 2018, sa population s'élève à 8 438 habitants.

## Géographie

### Hydrographie
La paroisse est limitée au sud-est par le río Apure, à l'est et au sud par ses affluents, respectivement le río Canaguá et le río Suripá.

### Démographie
Hormis sa capitale San Rafael de Canaguá, la paroisse civile possède plusieurs localités, dont :
- Calzada de Páez
- Caño del Medio
  - Caño del Medio del Norte
  - Caño del Medio del Sur
- La Tigra
- Mata de Palma
- Sabana de Santa Rosa Norte
- Sabana de Santa Rosa Sur
- Sabana de Suripá
- San Rafael de Canaguá
- Tablantero